# إنجر أندرسن
إنجر أندرسن (بالدنماركية: Inger Andersen)‏ هي عالمة بيئة واقتصادية دنماركية، ولدت في 23 مايو 1958 في Jerup ‏ في الدنمارك.